# نبيت جرثومي جلدي

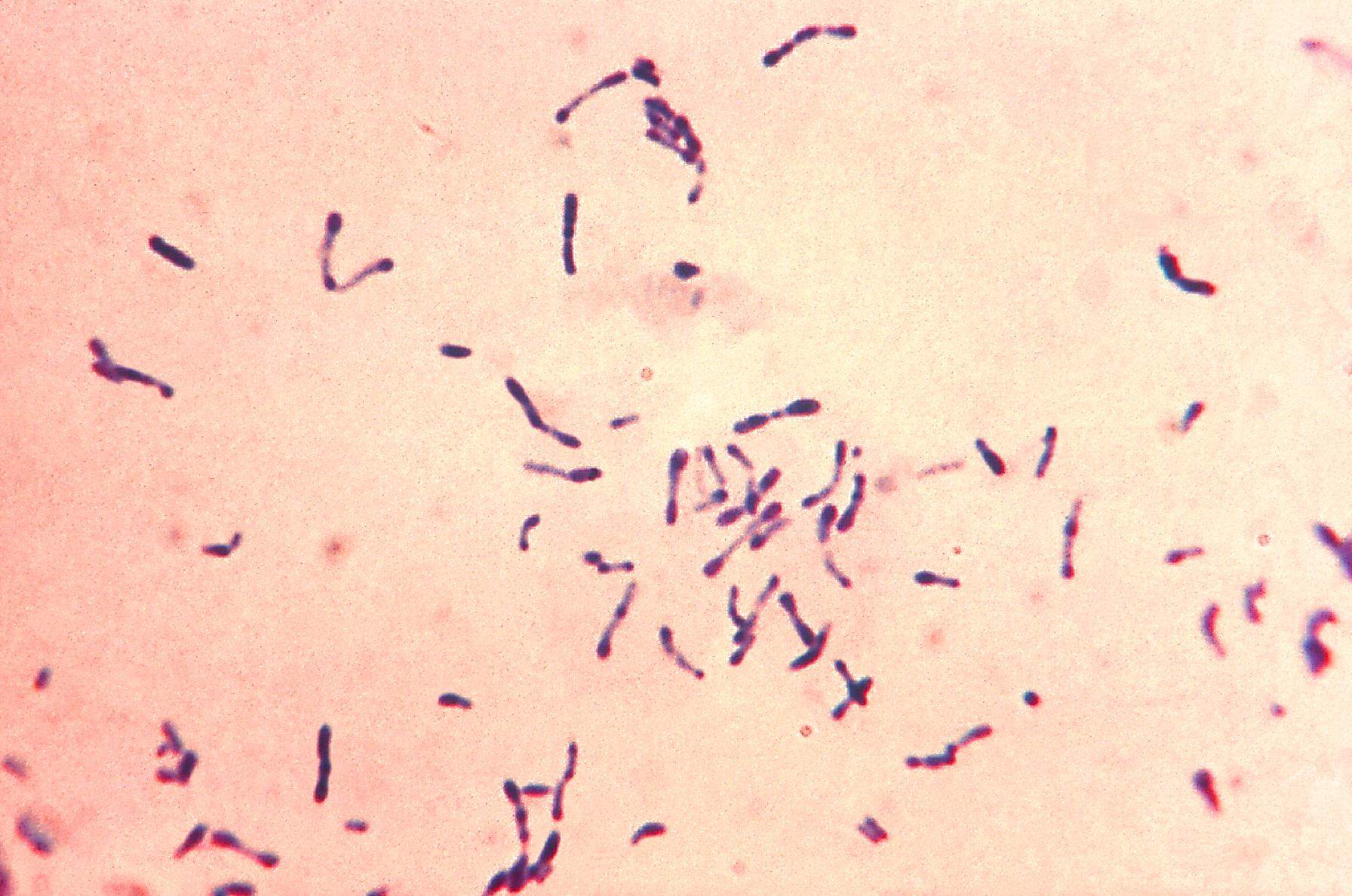
كوريني بكتيريوم، تكوّن من الدهن حمض دهني يحمي الجسم من ميكروبات ضارة.

نبيت جرثومي جلدي (بالإنجليزية: Skin flora)‏ تعيش ميكروبات كثيرة على جلد الإنسان السليم، من ضمنها البكتيريا والفطريات. وهي تعيش معه فيما يسمى مطاعمة وبالتالي تنافع وتشكل جزءا من جلد الإنسان، وهي في مجموعها بأنواعها المختلفة تشكل النبيت الجرثوم لجلد شخص. تختلف مجاميعها من شخص إلى شخص وهي تتكون بعد ولادته طبقا لمحيطه البيئي والإنساني وتتغير بتغيير بيئته وتقدمه في العمر.
تكمن أهمية النبيت الجرثومي الجلدي في حماية الجلد وحماية الإنسان من جراثيم ضارة، وهي جزء من مكونات الميكروبوم البشري، كما يتعايش مع الإنسان نبيت جرثومي معوي تشترك معه في تمثيله الغذائي، وبعضها ينتج له فيتامينات ضرورية لصحته.
طالما كان هذا الحد الجلدي الواقي الذي يفصل جسم الإنسان عن محيطه الخارجي يقوم بوظيفته فإن تلك النبيتات الجرثومية لا تضره، ولا تسبب مرضه، بل هي مفيدة له. فبينما تتعايش النبيتات الجرثومية الجلدية معنا في سلام، فهي قوية في الدفاع عن الجلد والمحافظة على سلامته. فإذا اقترب أحد الجراثيم الضارة من الجسم وأراد النفاذ تحت الجلد تعرض له النبيت الجرثومي الجلدي ومنعته، ولا ينفذ داخل الجسم إلا ما يتغلب عليها. ومن جهة أخرى يقوم النبيت الجرثومي الجلدي بإنتاج موادا صالحة للجسم وتؤثر تأثيرا نافعا للجلد.
تشغل مجموعات مختلفة من تلك الميكروبات مناطق مختلفة من جلد الإنسان. وتعيش معظم النبيتات الجرثومية الجلدية في جذور الشعر، وقد تلعب دورا في تكوّن حب الشباب أو الالتهاب الجريبي.

## مؤثرات
تختلف المناطق المختلفة للجلد من وجهة رطوبتها، وقيمة باهاء فيها ومدى إمدادها بالأكسجين. وبالتالي فيكون توزيع البكتيريا العادية الذي لا يكون متساويا تماما في جلد أعضاء الجسم المختلفة. فباختلاف مناطق الجسم وعمر الشخص ونوعه من ذكر وأنثى وريده من الجينات واختلاف البيئة تتغير أيضا مجموعات النبيتات الجرثومية العادية المنتشرة على الجلد. وقد أظهرت إحدى البحوث التي أجريت في جامعة نيويورك التي فحصت نوع الميكروبات الموجودة تحت الإبط لستة أشخاص فوجدت 182 نوعا منها تنتمي إلى ثمانية أصول عائلية، ووجدت منها 4 أنواع فقط موجودة في الستة أشخاص.
.
توجد من تلك الميكروبات ما هو يحتاج الهواء كالعادة ومنها نوع يسمى كائن لاهوائي، وكانت نسبة اللاهوائي إلى الهوائي في الفحص 1:10. وكانت كثافة الميكروبات بين 102 و 106 على السنتيمتر المربع بحسب منطقة الجلد. وكان توزيعها كالآتي:
- على الأصابع: 20 - 100 ميكروب/سنتيمتر مربع،
- الظهر: 3 - 100 ميكروب/سنتيمتر مربع،
- القدمين: 100 إلى 1000 ميكروب/سنتيمتر مربع،
- الذراع: 100 - 5000 ميكروب/سنتيمتر مربع،
- اليد: 1000 ميكروب/سنتيمتر مربع،
- الوجه: 200.000 ميكروب/سنتيمتر مربع،
- الرأس: مليون/سنتيمتر مربع،
- تحت الإبط: 2 مليون ميكروب/سنتيمتر مربع.

تعيش نحو 1010 من البكتيريا على جلد الشخص منا.

### الطبقة القرنية
بصرف النظر عن الميكروبات التي تحلل الكيراتين فإن المورد الغذائي للبكتيريا على الجلد محدود ولا يعتبر مثاليا لبعض أنواع البكتيريا. ولا تتعرض البكتيريا إلى التكاثر كثيرا لأن البشرة تتجدد باستمرار، ويفقد الجلد طبقته الخارجية (البشرة).

### الباهاء
نعرف منذ 1882 أن سطح الجلد حمضي، كما أشار بعض العلماء (شاده/ماركيونيني) في عام 1928 إلى أن الجلد يغطيه طبقة حمضية واقية. ثم أجريت عدة اختبارات لتعيين باهاء سطح الجلد وقدرت قيمته بين 4و5 - 9و5 كقيمة الباهاء «تحت إبط رجل أبيض بالغ» (براون-فالكو/ كورتينج 1986). ولكن القياسات الحديثة وتشمل جميع أجزاء الجسم فهي تبين أن قيمة الباهاء أقل قليلا من 5 أي أن سطح الجلد أكثر حموضة عن القياسات السابقة، هذا بالمقارنة بباهاء لعاب إنسان سليم فقيمته 5و7 ويعتبر قلويا. وفوق ذلك يعتمد باهاء سطح الجلد على عوامل كثيرة، مثل العمر، والجنس، ومنطقة البشرة، واستعمال مواد الزينة وغيرها.
وقد بينت اختبارات موسعة حديثة أن نمو بعض الميكروبات الضارة (مثل بروبيوني باكتيريا أكنس) تقل في حين أن ميكروبات (ستافيلوكوكوس إبيدرميديس) المنتمية للنبيت الجرثومي الجلدي تعيش جيدا وتترعرع عند باهاء 5.
أي أن الطبقة الحمضية الواقية للجلد تدعم نمو البكتيريا الجيدة غير الضارة، وتخفض من نمو البكتيريا الضارة
أي أن الطبقة الحمضية الواقية للجلد تدعم نمو البكتيريا الجيدة غير الضارة، وتخفض من نمو البكتيريا الضارة
ملحوظة: بعض مصانع الصابون تكتب قيمة الباهاء على الصابون وهي في العادة في حدود باهاء 5و5. كما تذكر بعض مواد الزينة قيمة الباهاء.

### الجفاف
على الرغم من وجود غدد العرق على سطح الجسم فإن البشرة تكوّن بيئة جافة، مما يجعلها عرضة للميكروبات الضارة. في حين أن مناطق أخرى من سطح الجسم تكون رطبة وتكثر فيها البكتيريا الجيدة، مثل منطقة تحت الإبط، وبين أصابع اليد والرجلين، ومنطقة الأعضاء الجنسية.

## بعض أنواع النبيت الجرثومي الجلدي

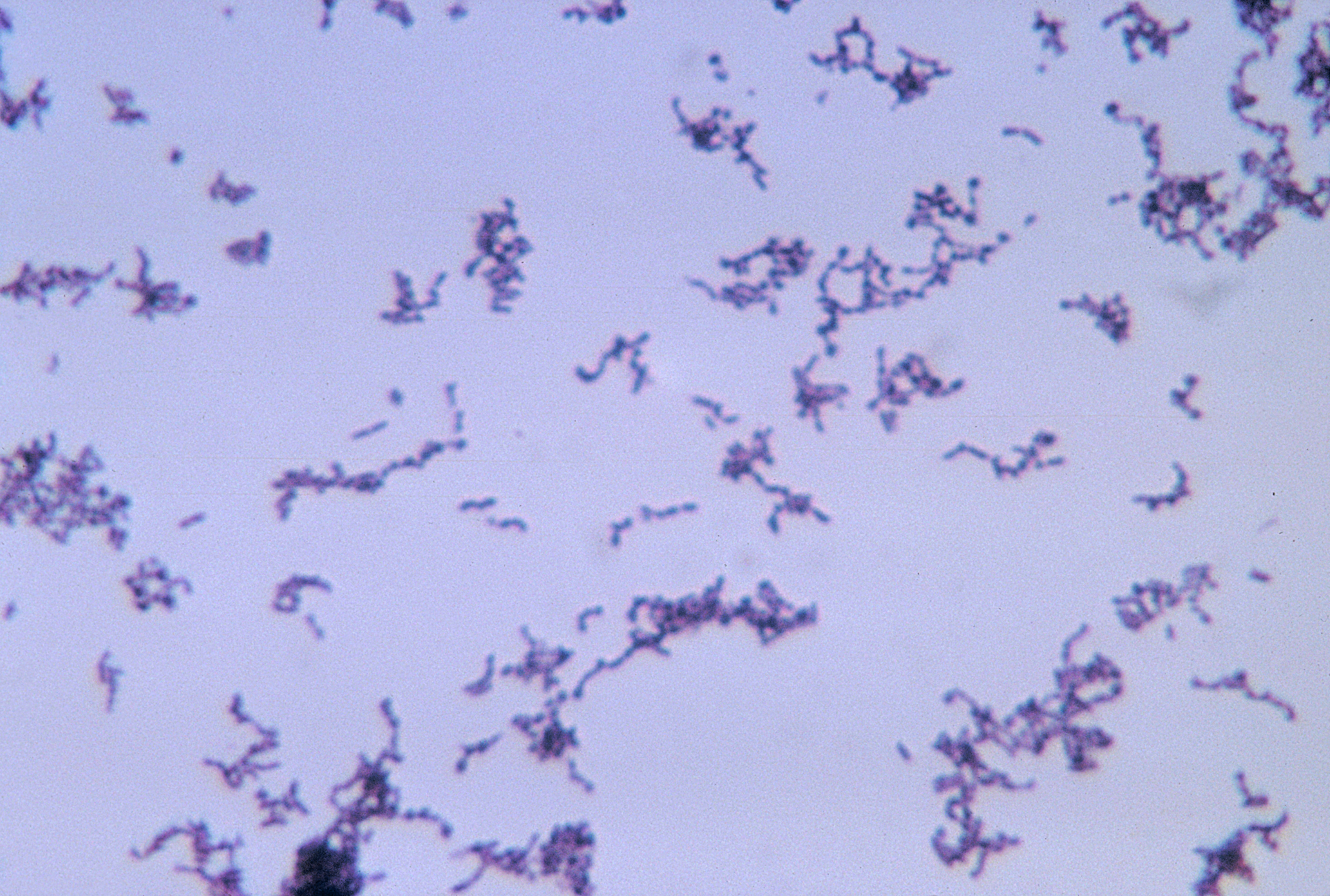
البرُوبْيُونِيَّةُ العُدِّيَّة، من الميكروبات الجلدية والتي تساعد على تجبن الحليب.
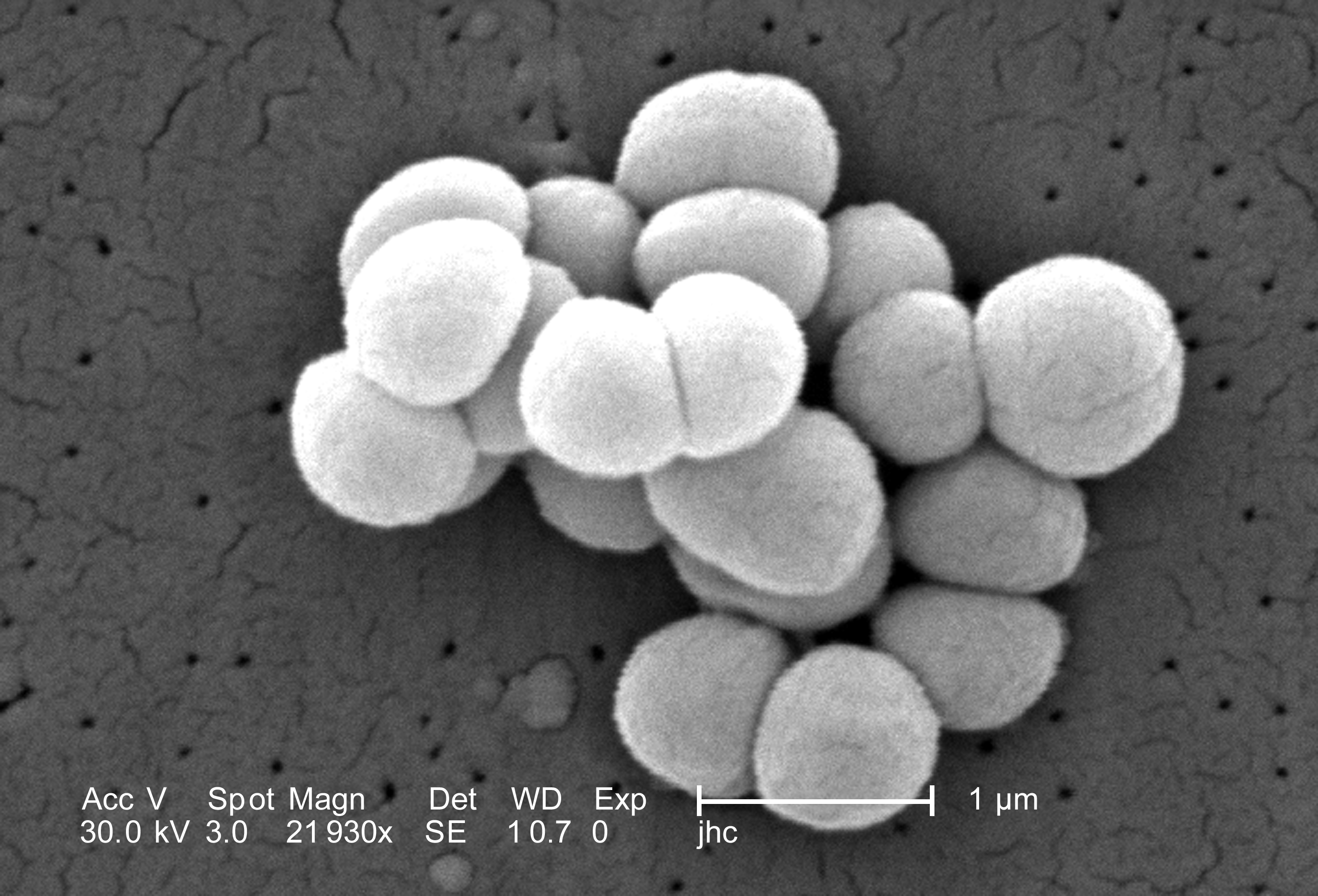
المُكَيْرة الصفراء، يوجد أيضا على جلد الحيوانات.
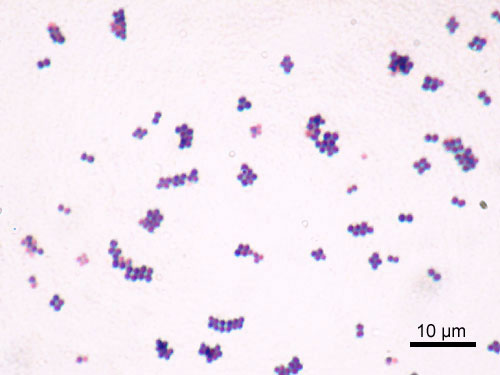
العنقودية الذهبية
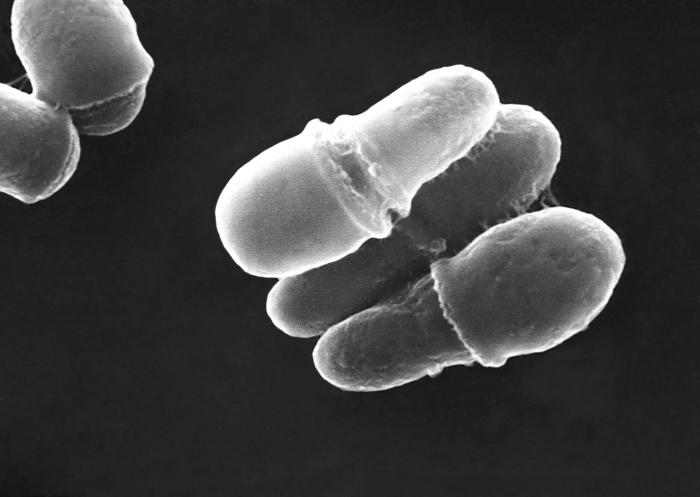
فطر المَلاَسيزِيَّة أَليفُة الشَّحْم، نبيت جرثومي جلدي.
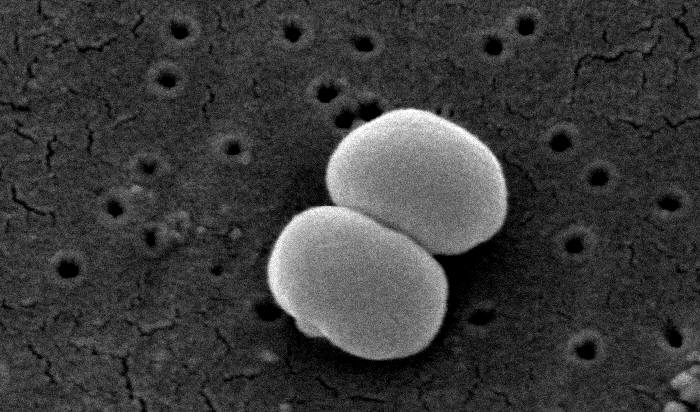
العُنقودية البَشْرَوية تعيش على جلد الإنسان.

## اقرأ أيضا
- نبيت جرثومي معوي
- ميكروبيوم